# Botucatu
Botucatu – miasto i gmina w Brazylii, w stanie São Paulo. Znajduje się w mezoregionie Bauru i mikroregionie Botucatu.
W mieście rozwinął się przemysł lotniczy, drzewny, samochodowy oraz odzieżowy.